# William Light
William Light (Kuala Kedah, 7 aprile 1786 – Adelaide, 6 ottobre 1839) è stato un colonnello britannico, primo ispettore generale della colonia dell'Australia Meridionale.
È celebre per avere scelto la capitale della colonia Adelaide e per avere progettato la conformazione delle strade e dei parchi in quella città.

William Light, Sicilian Scenery, 1823.

## Biografia
Light nacque a Kuala Kedah, nel Kedah (ora in Malaysia), secondo figlio illegittimo del capitano Francis Light, sovrintendente del Penang, e di Martina Rozells, che era di discendenza portoghese o francese e siamese o malese. Visse a Penang (Pulau Pinang) fino all'età di sei anni, quando fu mandato a Londra per essere istruito.

### Carriera militare
All'età di 13 anni, Light si arruolò nella flotta reale, dove servì per due anni. Viaggiò poi per l'Europa e per l'India prima di prendere parte al quarto reggimento Dragoni dell'esercito britannico nel 1808. In seguito al coraggioso servizio prestato in Spagna contro le forze di Napoleone dal 1809 al 1814, durante la guerra peninsulare, egli prestò servizio presso il Duca di Wellington e si recò in varie parti della Gran Bretagna in qualità di capitano.
Light sposò E. Perois in Irlanda nel 1821. Nel 1823 ritornò in Spagna per combattere l'invasione francese come tenente colonnello nella marina spagnola. Fu ferito malamente e trascorse i successivi sei anni viaggiando in Europa e nel Mediterraneo, accompagnato dalla sua seconda moglie Mary Bennet.
Tra il 1830 e il 1835 aiutò Mohammed Ali, fondatore del moderno Egitto, per formare una marina. Qui Light incontrò John Hindmarsh, che nel medesimo periodo prese servizio sotto di lui e lo successe come capitano del Nilo.

### Australia del sud e progettazione di Adelaide
Light venne preso in considerazione inizialmente per la carica di governatore dell'Australia del sud - questa fu conferita a Hindmarsh. Invece, nel 1835, Light fu nominato ispettore generale della nuova colonia. Egli salpò per l'Australia del sud con la sua amante Maria Gandy (la sua seconda moglie l'aveva lasciato per un altro uomo), e parte dei suoi uomini sulla Rapid.
Light selezionò un luogo e delineò il piano delle strade della città di Adelaide. Il centro della città fu progettata da Light in un posto favorevole. Una delle ragioni per cui egli scelse quella collocazione fu perché le nuvole, accumulandosi nelle vicinanze delle Adelaide Hills, forniscono piogge. Questo è l'indicatore promettente per l'agricoltura. Un'altra fu che la posizione fu confinante con il perenne torrente chiamato River; la scorta disponibile di acqua fresca rappresentò un problema per tutta la colonia, e si risolse nel rifiuto e nel trasferimento dell'insediamenti sulla Kangaroo Island, Port Lincoln e Holdfast Bay (ora conosciuto come Glenelg).
Quando Light progettò Adelaide, i suoi piani inclusero 1700 acri di parchi attorno alla città. Questo procura aria fresca e pulita attorno ad Adelaide. Le città europee hanno spesso inquinato e Light volle evitare che ciò accadesse in Adelaide.
In alcune occasioni venne sostenuto che Light progettò la città di Christchurch in Nuova Zelanda. Tuttavia, questo non fu possibile; Light morì in Adelaide, mentre Christchurch non venne edificata fino al 1850
Il ruolo di Light nella progettazione della capitale sud australiana viene ricordato come visione di Light e commemorato con la statua di Montefiore Hill (anche chiamato 'visione di Light').

### Morte
Light morì di tubercolosi il 6 ottobre 1839 in Adelaide, all'età di 53 anni. Fu sepolto nella Light square, una delle cinque piazze di Adelaide. Gli fu eretto un memoriale nel 1843.